# Милый мальчик
«Милый мальчик» (англ. Honey Boy) — американский драматический фильм режиссёра Альмы Харель по сценарию Шайи Лабафа.

## Сюжет
Фильм о сложных взаимоотношениях Отиса со своим отцом на двух разных этапах жизни: будучи юным мальчиком и начинающим актёром, а также будучи юношей с развивающейся карьерой.
Фильм основан на реальной истории становления Шайи Лабафа как актёра. В картине Лабаф сыграл роль своего отца.

## Актёрский состав
- Шайа Лабаф — Джеймс Лорт
- Лукас Хеджес — Отис Лорт
  - Ноа Джуп — Отис Лорт в детстве
- FKA twigs — Литтл Кью
- Майка Монро — Сандра
- Наташа Лионн — миссис Лорт
- Мартин Старр — Алек
- Байрон Бауэрс[англ.] — Перси
- Лора Сан Джакомо — доктор Морено
- Клифтон Коллинз — младший — Том

## Производство
Шайа Лабаф написал сценарий на основе собственной жизни. За основу его персонажа он взял своего отца, а название фильма является его детским прозвищем. В марте 2018 года было объявлено, что Лукас Хеджес и Лабаф присоединились к актёрскому составу фильма, режиссурой которого займётся Альма Харель. Брайан Кэвэна-Джонс, Крис Леггетт и Даниэла Таплин Лундберг были объявлены в качестве продюсеров под их компаниями Automatik, Stay Gold Features и Delirio Films соответственно. Фред Бергер занял должность исполнительного продюсера. В мае 2018 года к касту присоединились Клифтон Коллинз — младший, Майка Монро, Наташа Лионн, Мартин Старр, Байрон Бауэрс и Лора Сан Джакомо. В июне 2018 года к актёрскому составу присоединилась FKA twigs.
Съёмки фильма начались в мае 2018 года в Лос-Анджелесе.

## Релиз
Премьера состоялась 25 января 2019 года на кинофестивале «Сандэнс», вскоре после чего компания Amazon Studios приобрела дистрибьюторские права на фильм.

## Принятие
Фильм получил положительные отзывы критиков. На интернет-агрегаторе Rotten Tomatoes он имеет рейтинг 100 % на основе 35 рецензий и оценку в 7.8 баллов из 10.